# G-BASIC
G-BASIC – dialekt języka BASIC przeznaczony na konsole firmy Nintendo NES. Komplet do G-BASIC składał się z klawiatury, specjalnego kartridża z G-BASIC, instrukcji i magnetofonu (sprzedawanego oddzielnie), dzięki któremu można było nagrywać lub czytać napisane programy.